# HYSPA
Die Erste Schweizerische Ausstellung für Gesundheitsfürsorge und Sport (HYSPA) war die erste Gesundheitsausstellung der Schweiz, welche vom 24. Juli bis zum 20. September 1931 in Bern, zwischen dem Bremgartenwald und Enge, stattfand.

## Aufbau der Ausstellung
Gemäss dem Generalkommissar der Ausstellung bestand die HYSPA aus ca. 20 Hallen von 16 × 8 Meter Grösse, welche hufeisenförmig um eine 120 × 70 Meter grosse Wiese angeordnet waren. In der Mitte der Grünfläche wurde ein Säuglingsheim aufgebaut, welches vom Schweizer Architekten Otto Salvisberg entworfen wurde. Die Baukosten der HYSPA beliefen sich auf rund 1,8 Millionen Schweizer Franken.

## Idee und Vorgeschichte
Ziel der HYSPA, welche unter dem Motto «Mens sana in corpore sano» stand, war es, durch «hygienische Volksaufklärung» die menschliche Gesundheit zu erhalten und zu fördern. Deren Erhaltung und Förderung wurde als Aufgabe der privaten und staatlichen Fürsorge angesehen. Die Pariser Weltausstellung von 1900, die Dresdner Hygieneausstellung von 1911, die Schweizerische Landesausstellung von 1914, die Strassburger Pasteur-Ausstellung von 1923 und die GeSoLei 1926 inspirierten die Organisation zur Durchführung einer ersten Schweizerischen Gesundheitsausstellung. Vorarbeiten begannen bereits 1926 mit der Gründung eines Initiativkomitees, und 1927 wurde die Durchführung der HYSPA vom Initiativkomitee sowie von Vertretern des Bundes, der bernischen Regierung, des Berner Gemeinderates, des Schweizerischen Roten Kreuzes sowie Personen aus den Bereichen Wirtschaft, Sport, Gesundheit und Handel beschlossen. Die HYSPA sollte ursprünglich bereits 1929 durchgeführt werden. Die SAFFA 1928 band allerdings Ressourcen zahlreicher (bernischer) Organisationen und Vereine, weshalb die Austragung der ersten Schweizerischen Gesundheitsausstellung verschoben werden musste.

## Inhaltliche Ausrichtung und Abteilungen
Die Durchführung der HYSPA stand unter eugenischen und sozialdarwinistischen Vorzeichen. Im Schlussbericht hiess es: 
«Die erste schweizerische Ausstellung für Gesundheitspflege und Sport sollte in unserem Lande und in unserem Volke den Gedanken lebendig werden lassen und fördern, dass die Gesundung und die Gesundhaltung unserer Bevölkerung die Grundlage bildet in dem unerbittlichen Kampfe ums Dasein. Nur ein an Körper und Seele gesundes Volk ist in der heutigen harten wirtschaftlichen Konkurrenz der Völker imstande, seine wirtschaftliche und politische Stellung und Unabhängigkeit dauernd zu behaupten. Dieser Gedanke ist bereits rings um unser Land lebendig geworden; überall werden die grössten Anstrengungen gemacht, das Volk gesund und widerstandsfähig zu machen und zu erhalten.»
Im Vorfeld der Ausstellung erklärte der Berner Stadtarzt und Generalkommissär der Ausstellung Alfred Hauswirth die eugenische Zielsetzung der HYSPA:
«Rassenhygiene, Eugenik und anderes fremd klingendes Material, zeigt die Bestrebungen der Wissenschaft, das Menschengeschlecht zu veredeln, es nicht nur körperlich, sondern auch geistig auf eine höhere Stufe zu bringen. Hier dürfte gerade das Landvolk und speziell der Landwirt, der Viehzüchter mit Erstaunen wahrnehmen, wie ausserordentlich armselig eigentlich alle rassenhygienischen Massnahmen beim Menschengeschlecht dastehen gegenüber denjenigen beim Tierreich, wo durch eine systematische Zuchtwahl, durch planmässigen Ausschluss aller Minderwertigen von der Zeugung so ausserordentliche Erfolge erzielt werden.»

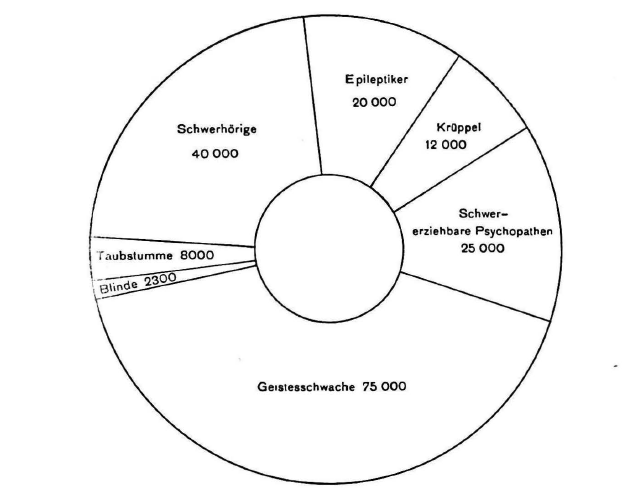
Geschätzte Zahlen zu den «Anormalen» in der Schweiz

Die Abteilung «Seelische Hygiene» wurde von der Schweizerischen Vereinigung für Anormale (heute: Pro Infirmis), der Schweizerischen Gesellschaft für Psychiatrie und dem Nationalkomitee für geistige Hygiene gestaltet. Der für die Abteilung verantwortliche Psychiater F. Walther verwies auf die gestiegene Bedeutung der «seelischen Gesundherhaltung» seit der Veröffentlichung von Clifford Whittingham Beers «A mind that found itself» 1908. Gemäss dem Schweizer Historiker Hans Jakob Ritter ist die Herausbildung des Konzeptes der seelischen Volksgesundheit im Kontext der Entwicklung der Präventiv- und Sozialmedizin zu verstehen. Die Disziplin der Geistigen Hygiene diente als Sammelbegriff für Bestrebungen der sozial engagierten Psychiatrie, welche auch die Betreuung von Psychiatrieentlassenen, Prophylaxe und Prävention, Aufklärungsarbeit, die Förderung der mentalen Gesundheit, der organisierten Gemeindepflege und der Behandlung nicht manifest Erkrankter beinhaltete.
Als Leihgabe des Dresdner Hygienemuseums zeigte die wissenschaftliche Abteilung den gläsernen Menschen als «ein Meisterwerk moderner Wissenschaft und Technik». Gemäss Schlussbericht wurde der durchsichtige Mensch «geradezu zum 'Clou' der Ausstellung».

## Trägerschaft
Der Historiker Markus Giuliani berichtet, dass bei einem Treffen vom 12. März 1929 insgesamt 250 Gesandte verschiedenster staatlicher Stellen, Firmen und Verbänden unter dem Vorsitz des freisinnigen Bundesrates Edmund Schulthess die Organisation der HYSPA vorantrieben. Das Zentralkomitee bestand aus insgesamt 61 Personen aus medizinischen, sportlichen, politischen und wirtschaftlichen Institutionen und Verbänden. Der sozialdemokratische Nationalrat Oskar Schneeberger präsidierte die HYSPA, Ehrenpräsident der Ausstellung war der damalige Bundesrat und Innenminister Albert Meyer. Der Berner Stadtarzt Alfred Hauswirth agierte als Generalkommissär.
Die Abteilung «Seelische Hygiene» wurde durch die Schweizerische Vereinigung für Anormale, die Schweizerische Gesellschaft für Psychiatrie und das Nationalkomitee für Seelische Hygiene getragen. Mitglieder des Nationalkomitees waren unter anderem:
- André Repond (Psychiater und späterer 2. Präsident der World Federation of Mental Health)
- Oscar Forel (Psychiater und Sohn von Auguste Forel)
- Moritz Tramer (Psychiater)
- Walter Morgenthaler (Psychiater)
- Raymond de Saussure (Psychoanalytiker)
- Hans W. Meier (Direktor des Burghölzlis ab 1927)

## Kritik
Bereits im Vorfeld der Durchführung wurde die HYSPA von verschiedenen Abstinentenverbänden für den Ausschank von Alkohol kritisiert. Eine komplett alkoholfreie Durchführung wurde von der Geschäftsleitung der HYSPA allerdings abgelehnt, da keine andere internationale Hygieneausstellung eine ähnliche Forderung erhob. Trotzdem wurden sämtliche Restaurantbetriebe dazu verpflichtet, alle 14 erhältlichen Schweizer Mineralwasser und alkoholfreie Getränke anzubieten.